# Luka Vušković
Luka Vušković (ur. 24 lutego 2007 w Splicie) – chorwacki piłkarz, występujący na pozycji obrońcy. Od 2024 roku zawodnik KVC Westerlo, do którego jest wypożyczony z Hajduka Split.

## Życiorys
Jego ojcem jest Danijel, były piłkarz, a bratem Mario. Jest juniorem Hajduka Split. Z juniorską drużyną Hajduka dotarł do finału Ligi Młodzieżowej UEFA w 2023 roku. W lutym 2023 roku został promowany do pierwszej drużyny. W HNL zadebiutował 26 lutego 2023 roku w przegranym 0:4 spotkaniu z Dinamem Zagrzeb. Mając 16 lat i 2 dni, stał się wówczas najmłodszym zawodnikiem najwyższej chorwackiej klasy rozgrywkowej w historii, wyrównując rekord Marko Dabro. W sezonie 2022/2023 rozegrał ogółem osiem spotkań ligowych w barwach Hajduka. We wrześniu 2023 roku Hajduk zawarł porozumienie, w myśl którego latem 2025 roku Vušković przejdzie do Tottenhamu Hotspur za 13 800 000 euro. W rundzie jesiennej sezonu 2023/2024 nie wystąpił w żadnym ligowym meczu Hajduka Split i na rundę wiosenną został wypożyczony do Radomiaka Radom. W ekstraklasie zadebiutował 10 lutego w przegranym 0:6 meczu z Cracovią, a 4 marca zdobył pierwszą bramkę w polskiej lidze – w wygranym 2:1 spotkaniu ze Stalą Mielec. Ogółem w najwyższej polskiej klasie rozgrywkowej rozegrał 14 meczów, w których zdobył 3 gole. Na sezon 2024/2025 został wypożyczony do KVC Westerlo. W Eerste klasse zadebiutował 28 lipca w wygranym 3:0 spotkaniu z Cercle Brugge.

## Statystyki ligowe
| Sezon         | Klub           | Liga        | Mecze | Gole |
| ------------- | -------------- | ----------- | ----- | ---- |
| 2022/2023     | Hajduk Split   | HNL         | 8     | 0    |
| 2023/2024 (j) | Hajduk Split   | HNL         | 0     | 0    |
| 2023/2024 (w) | Radomiak Radom | Ekstraklasa | 14    | 3    |